# Garaeus argillacea
Garaeus argillacea là một loài bướm đêm trong họ Geometridae.